# Andrea Ehrig-Mitscherlich
Andrea Ehrig-Mitscherlich (n. 1 decembrie 1960, Dresda, RDG) este o sportivă ce a reprezentat Germania, medaliată olimpică. A participat la 4 ediții ale Jocurilor Olimpice (1976, 1980, 1984, 1988) în care a câștigat o medalie de aur, 5 medalii de argint și o medalie de bronz.